# Planta de energía nuclear Waterford
La planta de energía nuclear Waterford Steam Electric Station, Unit 3, también conocida como Waterford 3, ocupa 12-km² río arriba de Hahnville, Luisiana, en St. Charles Parish. 
Esta planta dispone de un reactor de agua presurizada de dos ciclos Combustion Engineering. La planta genera 1.164 megavatios de electricidad desde el aumento de potencia implementado en julio de 2005 y tiene un edificio de contención de presión en ambiente seco. 
Waterford es gestionada por Entergy Nuclear y es propiedad de Entergy Louisiana, Inc. 
El 28 de agosto de 2005, Waterford cerró debido a la aproximación del Huracán Katrina, declarando un acontecimiento inusual.
Después del Katrina, Waterford rearrancó rápidamente y ahora se encuentra en funcionamiento normal. 